# Orato

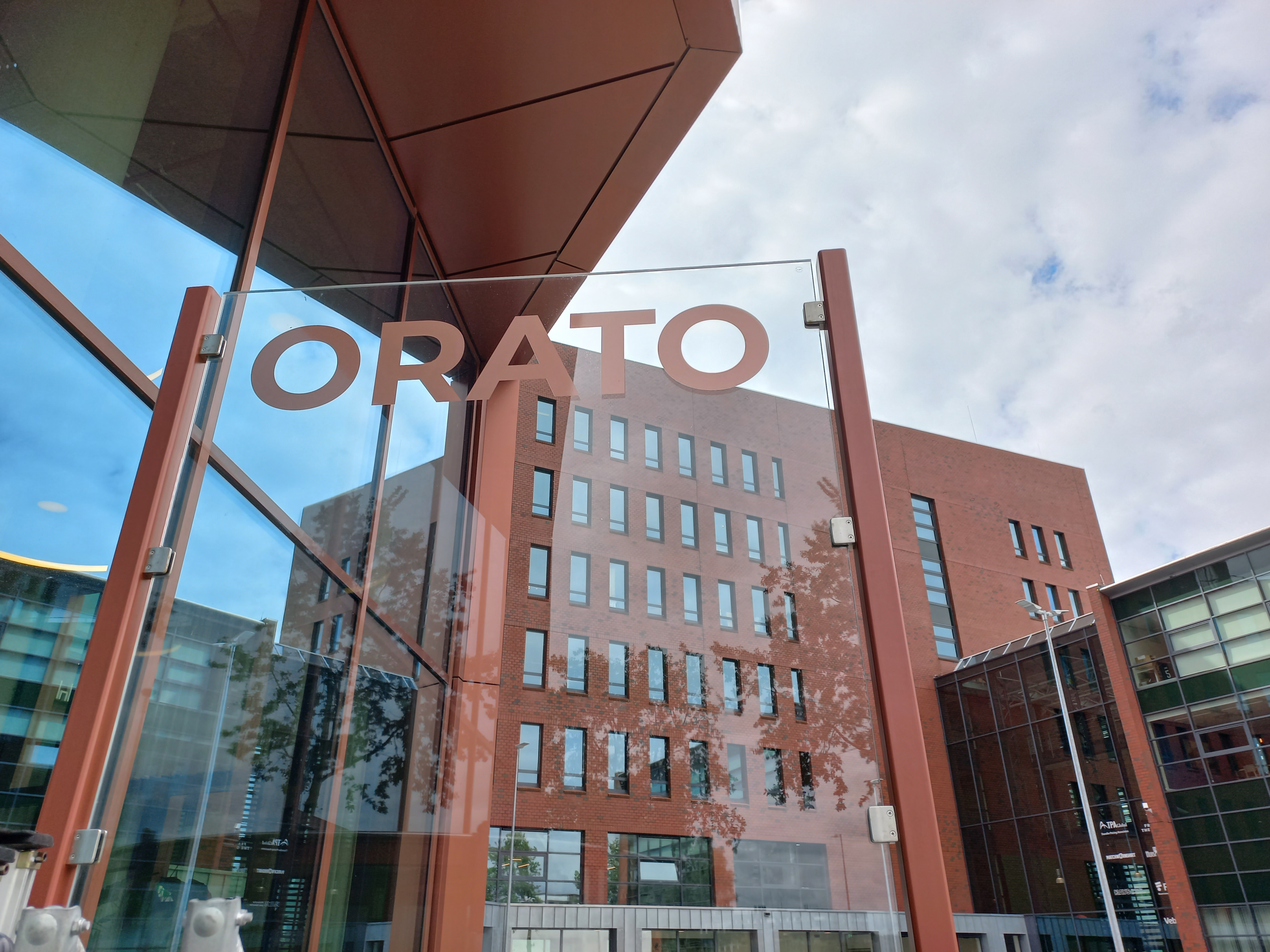
Orato (juli 2024)

Orato (zichtbaar of uitzicht) is een gebouw aan de H.J.E. Wenckebachweg in Amsterdam-Oost.

## Geschiedenis
Eeuwenlang lag hier agrarisch gebied tussen Amsterdam en Duivendrecht. Amsterdam rukte steeds verder op, waardoor industrieën verder richting Duivendrecht werden verplaatst. Zo verscheen er in de jaren zestig een industrieterrein aan de weg die vernoemd is naar Henri Johan Eduard Wenckebach, bekend van de Hoogovens IJmuiden. De industrie en aanverwante en soms onduidelijke bedrijfjes vestigde zich hier aan een lange straat met zijtakken. Het bekendste gebouwencomplex werd de Bijlmerbajes (Penitentiaire Inrichting Amsterdam Over-Amstel). Net zoals elders in de stad bleef Amsterdam ruimte nodig hebben voor woningbouw en rond 2000 stak men wat dat betreft de Weespertrekvaart over, jarenlang een scheidslijn. De woonwijk Amstelkwartier kwam. In het kielzog daarvan moesten meerdere bedrijven en ook de Bijlmerbajes het veld ruimen voor woningbouw zoals Bajeskwartier. De Wenckebachweg (meest aangesproken zonder voorletters) loopt echter ver door richting Duivendrecht, maar de Rijksweg 10 (Ringweg-Oost) met Gooise Knoop bleek een stap te ver. Vlak voor die weg en verkeersknooppunt eindigt de Wenckebachweg op de kade van  de Weespertrekvaart. Ook hier talloze bedrijven, maar toch ook al uit recentere tijden (jaren negentig).

## 21e eeuw
Door de oprukkende stad werd er vanaf begin 21e eeuw gewerkt om ook dat gebied bij de kruising klaar te maken voor woningbouw en meer dienstverlening. Een van de eerste tekenen daarvan is kantoortoren Orato. Het gebouw met een piek van zestig meter staat ingeklemd tussen een soort tong van Wenckebachweg, Weespertrekvaart en Rijksweg 10. Veel ruimte om er te manoeuvreren was er niet, mede omdat op dat punt al enige bebouwing stond. Deze bebouwing van OZ Architect was echter nooit voltooid. OZ Architect (John Bosch, Enrique Inbanez de Pablo, Thijs Ultee) uit Amsterdam-Noord ontwierp voor Orato een gebouw dat valt onder de noemer postzegelarchitectuur. Veel ruimte voor fantasie en plattegrond was er niet, eigenlijk lag alles met betrekking tot de omgeving wel vast. De architectencombinatie kwam met een kantoortoren (dat aansluiting had met de bestaande bouw) die vanaf de stadskant een beetje stapsgewijs omhoog gaat. Opvallend daarbij is dat de vierkante opzet die het merendeel vormt van de buitenwant hier wordt losgelaten voor een systeem met onder andere driehoeken, zodat er speelse terrassen ontstaan. Er werd gekozen om de gevelelementen rood baksteen en glas over te nemen vanuit de reeds bestaande bouw. Aan de achterzijde (richting rijksweg) liet OZ die structuur van gestapelde kubussen ook los door de ribben van baksteen deels weg te laten, waardoor een soort kruis ontstaat. Voor wat hoogte steekt het gebouw met kop en schouders boven de andere bebouwing uit.
Architectuurjournalist Jaap Huisman (juli 2024) vond het een mooie verschijning aan deze rand van de stad waar ooit ook de Hells Angels Holland afdeling Amsterdam hun clubhuis had. Een minpunt was de moeilijke bereikbaarheid van het gebouw, het dichtstbij gelegen metrostation is Spaklerweg aan het andere eind van de Wenckebachweg.
Kunstenaar Milan Hofmans mocht er snel komen exposeren.